# Marc Wilkins
Prof. Marc R. Wilkins je australský molekulární biolog. Je mu přisuzováno, že jako první zavedl pojem proteom. Je profesorem na School of Biotechnology and Biomolecular Sciences při Univerzitě Nového Jižního Walesu v Sydney v Austrálii.